# Johannes Diekhans
Johannes Diekhans (* 1954) ist ein deutscher Germanist und Pädagoge.

## Werdegang
Diekhans war in der Lehrerausbildung am Zentrum für Schulpraktische Lehrerausbildung Paderborn tätig. Er ist Autor und Herausgeber zahlreicher Veröffentlichungen, u. a. auch von Schulbüchern für den Deutschunterricht, meist in Zusammenarbeit mit Verlagen der Westermann Gruppe. Weit bekannt ist er als Herausgeber der Reihe EinFach Deutsch, in der Unterrichtsmodelle, Textausgaben und Lektürehilfen für den Deutschunterricht erscheinen.
Im Schöningh-Verlag, der ebenfalls zur Westermann Gruppe gehört, ist er mit Michael Fuchs Herausgeber des Deutschbuchs P.A.U.L. D., das sich als ein Lese- und Arbeitsbuch für das Fach Deutsch an Gymnasien und Gesamtschulen versteht.

## Werke
- mit Michael Fuchs: Grundlagen Deutsch: Grammatik üben, 7. Schuljahr. Braunschweig: Westermann 2003. ISBN 978-3-14-025192-1
- mit Michael Fuchs: Grundlagen Deutsch: Grammatik üben, 5. Schuljahr. Braunschweig: Westermann 2006. ISBN 978-3-14-025198-3
- Diktate. 4.-6. Schuljahr. Braunschweig: Westermann 2006. ISBN 978-3-14-025121-1
- mit Michael Fuchs: Diktate. 7.-10. Schuljahr. Braunschweig: Westermann 2006. ISBN 978-3-14-025122-8
- Grundlagen Deutsch. Der Weg zur sicheren Zeichensetzung. Braunschweig: Westermann 2014. ISBN 978-3-14-025141-9
- mit Lukas Diekhans: Grundlagen Deutsch. Der Weg zur sicheren Rechtschreibung. (Neubearbeitung) Braunschweig: Westermann 2016. ISBN 978-3-14-025142-6
- mit Lukas Diekhans: Grundlagen Deutsch. Der Weg zur sicheren Zeichensetzung. (Neubearbeitung) Braunschweig: Westermann 2016.
- mit Othmar Höfling: Grundlagen Deutsch. Grammatik Braunschweig: Westermann 2018. ISBN 978-3-14-025143-3
- mit Michael Fuchs: Grammatik üben, 6. Schuljahr. Braunschweig: Westermann 2018.